# Adolfo Gaich
Adolfo Gaich né le 26 février 1999 à Bengolea (es) en Argentine, est un footballeur international argentin qui évolue au poste d'avant-centre.

## Biographie

### San Lorenzo
Né à Bengolea (es) en Argentine, Adolfo Gaich est formé par San Lorenzo, l'un des clubs les plus populaires d'Argentine, qu'il rejoint en 2014. Il joue son premier match en professionnel le 28 août 2018 en championnat face à l'Unión Santa Fe (1-1). Le 22 septembre suivant il inscrit son premier but en professionnel contre le CA Patronato, contribuant à la victoire de son équipe sur le score de trois buts à deux.
Lors du mercato hivernal 2020 Adolfo Gaich est pressenti pour rejoindre le Club Bruges, mais il ne rejoint finalement pas le club lors de cette fenêtre de transfert. 

### CSKA Moscou
Suivi par plusieurs clubs, on annonce une offre du FC Nantes pour le joueur en juin 2020, offre refusée par le club de San Lorenzo. Il rejoint finalement les rangs du club russe du CSKA Moscou à la fin du mois de juillet 2020. Le transfert est officialisé le 5 août 2020. Gaich s'engage pour cinq ans et la transaction est estimée à 8,5 millions d'euros.
Au bout d'une demi-saison il joue dix-huit rencontres pour un seul but inscrit face au Wolfsberger AC en Ligue Europa le 22 octobre 2020. Les deux équipes se séparent sur un match nul de jour-là (1-1 score final).

### Prêts
Gaich est prêté en Italie au Benevento Calcio pour le reste de l'exercice 2020-2021. Il connaît ensuite un nouveau prêt du côté de l'Espagne avec la SD Huesca en deuxième division lors de la saison 2021-2022.
Le 30 janvier 2023, lors du mercato hivernal, Adolfo Gaich est prêté à l'Hellas Vérone jusqu'à la fin de la saison. Le club italien dispose d'une option d'achat sur le joueur

### En sélection
Avec l'équipe d'Argentine des moins de 20 ans, il participe au championnat sud-américain des moins de 20 ans en début d'année 2019. Lors de cette compétition, il joue neuf matchs. Il s'illustre en délivrant un triplé contre le Venezuela. Les Argentins terminent deuxième du tournoi, derrière l'Équateur.
Il participe ensuite quelques mois plus tard à la Coupe du monde des moins de 20 ans organisée en Pologne. Lors du mondial junior, il joue quatre matchs. Il se fait à nouveau remarquer en inscrivant trois buts, deux en phase de poule, contre l'Afrique du Sud et le Portugal, et un dernier lors du huitième de finale perdu face au Mali aux tirs au but. Il délivre également une passe décisive contre les joueurs sud-africains.
Le 11 septembre 2019, Adolfo Gaich honore sa première sélection avec l'équipe nationale d'Argentine lors d'un match amical face au Mexique. Il entre en jeu à la place de Rodrigo De Paul lors de cette rencontre que l'Albiceleste remporte sur le score de quatre buts à zéro.

## Vie personnelle
Adolfo Gaich affirme prendre pour modèle l'attaquant polonais Robert Lewandowski, qu'il apprécie beaucoup et qui joue au même poste que lui.

## Palmarès
- Deuxième du championnat de la CONMEBOL en 2019 avec l'équipe d'Argentine des moins de 20 ans